# Night Terror (single de Dream Theater)
Singles de Dream Theater
The Alien
(2021)
Pistes de Parasomnia
In the Arms of Morpheus
(1) A Broken Man
(3)
Night Terror est la deuxième chanson de l'album Parasomnia du groupe de metal progressif Dream Theater. C'est le premier morceau du groupe depuis l'annonce du retour de Mike Portnoy dans la formation et le premier titre sur lequel apparaît le batteur américain depuis 2009. Le single s'accompagne d'un clip promotionnel réalisé par Mike Leonard annonçant la sortie de leur 16e album Parasomnia.

## Apparitions
1. Parasomnia (Album) (2025)
2. Night Terror (Single Promotionnel) (2024)
3. Night Terror (Clip Vidéo) (2024) [4]

## Personnel
- James LaBrie - chant
- Jordan Rudess - claviers
- John Myung - basse
- John Petrucci - guitare
- Mike Portnoy - batterie